# مقاطعة سنتر (بنسلفانيا)
مقاطعة سنتر (بالإنجليزية: Centre County, Pennsylvania)‏ هي إحدى مقاطعات ولاية بنسلفانيا في الولايات المتحدة. بلغ عدد سكانها 155171 نسمة في عام 2010 حسب إحصاء مكتب تعداد الولايات المتحدة.

## أعلام
- جيمس ك. كيلي
- الكسندر إيرفين
- ديفيد جون لويس
- جيري هيدنك
- جيمس إيرفين

## وصلات خارجية
- co.centre.pa.us